# 輸送機工業
輸送機工業（日语：輸送機工業株式会社）為日本速霸陸麾下之子公司（內部慣稱「半田西工廠」），其前身為中島飛機半田製作所，專門製造和銷售飛機零件等。此外，位於同一城市潮干町1丁目27號的「內田工廠」，亦為飛機零件製造地點。

## 概要
富士重工業（今速霸陸）與三菱重工業、川崎重工業等並列為日本航太三巨頭，美國波音公司所生產的波音787主翼與機體部分，即是委託該公司及內田工廠製造。在2005年前，該公司原本製造汽車、火車、織布機、拖車等機具零件，直到目前專門生產飛機相關零件。
1950年（昭和25年）7月15日在現址成立「愛知富士産業株式會社」，1953年8月變更商號成「輸送機工業株式會社」。1961年10月在名古屋證券交易所第2部股票上市，2001年至2004年間陸續取得ISO 9000、JIS Q 9100、ISO 14001等國際標準認證。2004年7月28日股票下市，隨後在8月經簡易換股之方式成為富士重工業之子公司，翌年調整經營策略並專心致力於製造飛機零件，2006年取得Nadcap認證（National Aerospace and Defense Contractors Accreditation Program之縮寫）。

### 其他
從1944年中島飛機半田製作所時代至1975年之間，JR東海武豐線曾經從乙川車站延伸出一條專用鐵路給該公司，以利運輸原料與成品。

## 內部連結
- 中島飛機
- 速霸陸

## 外部連結
- （日語）日文官方網站 （页面存档备份，存于）